# Готье, Фредерик
Фредерик Готье (фр. Frédérik Gauthier; род. 26 апреля 1995, Лаваль) ― канадский хоккеист, нападающий.

## Карьера

### Клубная
На юниорском уровне играл за «Римуски Океаник»; в сезоне 2012/13 он заработал 60 очка (22+38) и при этом он считался лучшим среди перспективных хоккеистов. На драфте НХЛ 2013 года был выбран в 1-м раунде под общим 21-м номером клубом «Торонто Мейпл Лифс».
28 ноября 2013 года подписал с «Торонто» трёхлетний контракт новичка. После подписания контракта он продолжил играть за «Римуски»;по итогам сезона 2014/15 он получил приз Ги Карбонно Трофи как лучший оборонительный форвард и помог своей команде выиграть Президентский кубок. По окончании сезона он присоединился к «Торонто Марлис», в котором продолжил свою карьеру.
Дебютировал в НХЛ 26 марта 2016 года в матче с «Баффало Сейбрз», который закончился победой «Торонто» со счётом 4:1. После семи проведённых матчей вернулся в «Марлис». В новом сезоне, 22 декабря 2016 года в матче с «Колорадо Эвеланш» забросил свою первую шайбу в НХЛ;матч закончился крупной победой «Торонто» со счётом 6:0. В течение сезона он играл также и за «Торонто Мейпл Лифс» и за «Марлис», в игре за который получил разрвы подколенного сухожилия и досрочно завершил сезон. В результате проведённой операции он стал меньше ростом, но смог восстановиться за три месяца и в 2018 году помог завоевать своей команде Кубок Колдера.
11 июля 2018 года подписал с «Торонто Мейпл Лифс» новый двухлетний контракт. В двух следующих сезонах за «Торонто» он зарабатывал больше очков, повышая свою результативность.
11 января 2021 года подписал двухлетний контракт с клубом «Аризона Койотис». За «Койотис» он отыграл два матча.
В сентябре 2021 года перешёл в «Нью-Джерси Девилз», но большую часть сезона он играл за фарм-клуб «Девилз» «Ютика Кометс».
2 августа 2022 года уехал в Европу, где подписал однолетний контракт с ХК «Ажуа», выступающим в Швейцарской национальной лиге.
В сезоне 2024/25 — игрок команды КХЛ «Витязь».

### В сборной
В составе юниорской сборной Канады играл на ЮЧМ-2013, на котором канадцы завоевали золотые медали, обыграв в финале со счётом 3:2 сборную США; Готье забросил победную шайбу в финале.
В составе молодёжной сборной играл на МЧМ-2014 и МЧМ-2015, став в 2015 году чемпионом мира.